# Lagerstroemia calyculata
Lagerstroemia calyculata är en fackelblomsväxtart som beskrevs av Wilhelm Sulpiz Kurz. Lagerstroemia calyculata ingår i släktet Lagerstroemia och familjen fackelblomsväxter. Inga underarter finns listade i Catalogue of Life.

## Bildgalleri

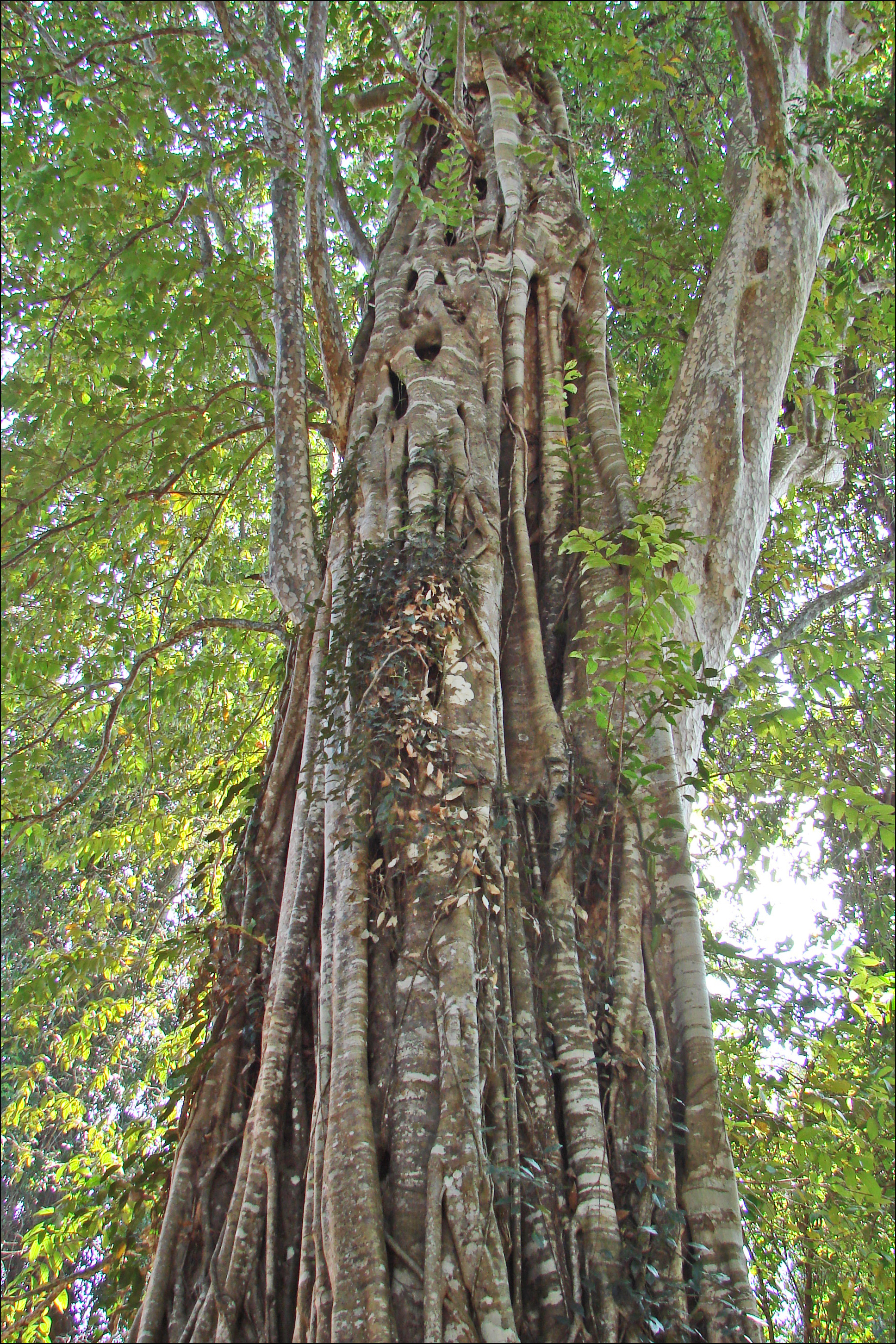
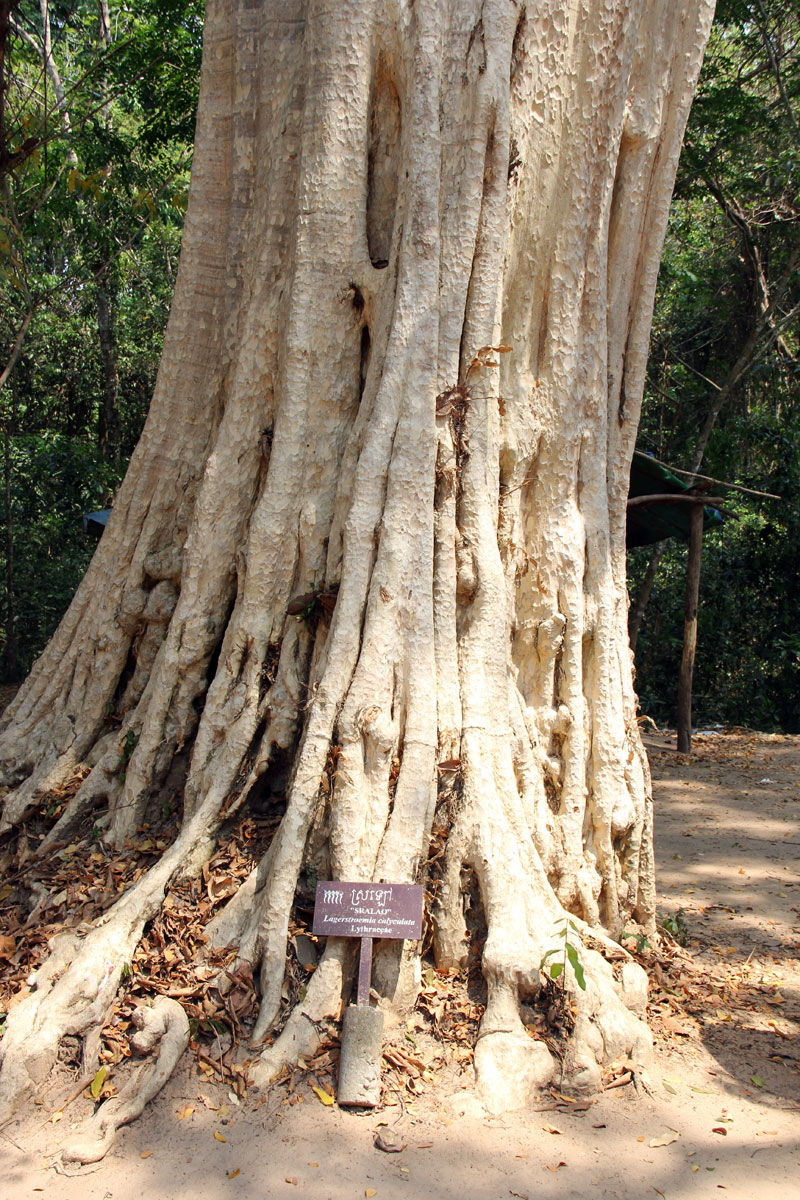